# Canarino (bevanda)
Il canarino è un punch caldo analcolico a base di acqua e scorza di limone, preparato come digestivo direttamente in tazza.
Di origini non facilmente rintracciabile, ne esistono versioni diverse a seconda della regione e della zona; per esempio, alcuni aggiungono alle scorze di limone dello zucchero, del succo di limone o delle foglie di salvia, alloro o altre erbe aromatiche.
Il nome deriva presumibilmente dal colore giallo vivace assunto dall'infusione delle scorze, in riferimento all'omonimo uccello.